# Luigi Gallino
Luigi Gallino (Mortara, 20 gennaio 1901 – Mortara, 16 maggio 1979) è stato un calciatore italiano, di ruolo difensore.

## Carriera
Giocò in Serie A con l'Alessandria e in Divisione Nazionale con Casale e Legnano.

## Statistiche

### Presenze e reti nei club
| Stagione  | Squadra     | Campionato | Campionato | Campionato |
| Stagione  | Squadra     | Comp       | Pres       | Reti       |
| --------- | ----------- | ---------- | ---------- | ---------- |
| 1921-1922 | Casale      | 1ª Div     | 21         | 3          |
| 1922-1923 | Casale      | 1ª Div     | 22         | 9          |
| 1923-1924 | Casale      | 1ª Div     | 22         | 4          |
| 1924-1925 | Legnano     | 1ª Div     | 21         | 1          |
| 1925-1926 | Legnano     | 1ª Div     | 21         | 3          |
| 1926-1927 | Casale      | DN         | 16         | 0          |
| 1927-1928 | Casale      | DN         | 22         | 0          |
| 1928-1929 | Casale      | DN         | 28         | 1          |
| 1929-1930 | Alessandria | A          | 33         | 0          |
| 1930-1931 | Alessandria | A          | 21         | 0          |